# The Tall Men
The Tall Men é um filme de faroeste americano de 1955 dirigido por Raoul Walsh.e estrela por Clark Gable, Jane Russell e Robert Ryan.